# SV Prussia Samland Königsberg
Lo Sport Vereinigung Prussia Samland Königsberg era una società calcistica tedesca della città di Königsberg (oggi Kaliningrad), fondata nel 1904.

## Storia
Nel 1908 due squadre di Königsberg, l'FC Prussia 1904 e Sportzirkel Samland 1904 si fondono con lo scopo di contrastare il dominio del VfB Königsberg, vincitore indiscusso del campionato cittadino. La squadra gioca nello Sportplatze di Steffenstrasse, nel quartiere di Amalienau.

### Gli anni 10
- 1908/09 Nel suo primo campionato lo Sv Prussia-Samland è eliminata nel campionato cittadino.
- 1909/10 Dopo i primi sei campionati vinti tutti dal VfB, il SV Prussia-Samland si afferma. In finale della Lega Baltica, dove è ammessa direttamente, i bianconeroblu superano il BuEV Danzica per 2-1 e ottengono il diritto di partecipare alla fase nazionale del campionato tedesco. Al primo turno vengono però battuti dal Tasmania Berlino per 5-1. Formazione: Franz; B?, Schulz; Wonigkeit, Schanter, Pohl; Kasper, Konietzka, Lowien, Schumann, Friedrich. La rete del temporaneo 1-3 sarà realizzato da Max Fridrich al 48°, al VfB-platz di Königsberg.
- 1910/11 eliminato nel campionato cittadino.
- 1912/13 lo Sv Prussia-Samland Königsberg vince nuovamente il campionato cittadino.

Torneo del Baltico per determinare le partecipanti alla Fase Nazionale:
Qualificazione:
- SV Rastenburg - SV Allenstein 0:4

Quarti di finale:
- SV Allenstein -  Sv Prussia-Samland Königsberg 2:5
- BuEV Danzica - Germania Stolp 7:0
- Elbinger SV - SC Graudenz 5:6
- Preussen Gumbinnen -  Lituania Tilsit 0:3

Semifinali:
- Lituania Tilsit -  Sv Prussia-Samland Königsberg 1:4
- BuEV Danzica - SC Graudenz 5:1

Finale:
- Sv Prussia-Samland Königsberg-  BuEV Danzica 7:1

Fase Nazionale
- Sv Prussia-Samland Königsberg-  Berliner TuFC Viktoria 89 1-6

Formazione nella partita disputata nello stadio di Oberschöneweide di Berlino: Neumann; W.Schulz, P.M.; Wirth, Kurschat, Korpel; Lauf, Larr, Lowien, Kluge, Migge. L'unico gol sarà realizzato da Kluger al 67°, per il temporaneo 1-5.
- 1913/14 Sv Prussia-Samland Königsberg vince il suo terzo campionato cittadino

Torneo del Baltico per determinare le partecipanti alla Fase Nazionale:
- 1.  Sv Prussia-Samland Königsberg punti 4
- 2.  Stettiner FC Titania 2 punti
- 3.  BuEV Danzica 0 punti

Fase Nazionale
- Sv Prussia-Samland Königsberg-  VfB Leipzig 1-4

L'incontro viene disputato nel VfB-platz di Königsberg, con la medesima formazione dell'anno prima. Lo Sv Prussia-Samland passa in vantaggio al 25° con Wirth, prima di subire il pareggio al 44° e gli altri tre gol nel secondo tempo.

## Il crepuscolo negli anni 20
- 1919/20: con la ripresa del Campionato Tedesco dopo la prima guerra mondiale, i bianconeroblu vincono nuovamente il campionato cittadino, superano le prime fasi del torneo della Prussia Orientale (12-1 contro il Lituania Tilsit e 8-0 il Masovia Lick), ma nel girone finale a tre squadre contro Lo Stettiner SC Titania (0-1) e VfL Danzica (0-1) non si qualificano per la fase nazionale.
- tra il 1920 e 1l 1925 il VfB Königsberg ritorna la squadra più forte della città, vincendo regolarmente il campionato cittadino e impedendo allo Sv Prussia-Samland l'accesso alle fasi successive.
- 1925/26: 3° su 5 squadre nel girone di qualificazione della Prussia Orientale, non si qualifica nella fase successiva.
- 1926/27: 2° nel Girone della Prussia Orientale, 5° su 6 nel girone finale della Lega Baltica.
- 1927/28: 3° su 7 squadre nel girone della Prussia Orientale, non si qualifica nella fase successiva.
- 1928/29: 3° su 6 squadre nel girone della Prussia Orientale, non si qualifica nella fase successiva.
- 1929/30: 3° su 6 squadre nel girone della Prussia Orientale, non si qualifica nella fase successiva.

### Il ritorno alle fasi nazionali negli anni 30
- 1930/31: Il Sv Prussia-Samland Königsberg ritorna a partecipare alle fasi nazionali dove viene superata al primo turno dall'Holstein Kiel (2-3) in casa sua, nonostante il primo tempo si fosse concluso in vantaggio per 2-0, grazie ai gol di Stillke (3°) e Mischke (42°). La formazione è: Greif; Matteit, Schulz; Gelhammer, Ruchay, Wegner; Beutler, Bläsner, Mischke, Moll, Stillke.
- 1933/32: eliminata nei gironi di qualificazione.
- 1932/33: le due squadre di Königsberg si qualificano entrambe alle fasi nazionali; il Sv Prussia-Samland Königsberg viene eliminato dal Beuthener Sc, squadra della Slesia, per 1-7; In svantaggio al 2°, lo Sv Prussia-Samland pareggia al 34° grazie ad un autogol. Il Beuthener Sc ripassa in vantaggio sette minuti dopo e chiude il primo tempo sul 3-1; infine dilaga nella ripresa con altri quattro gol. Formazione: Faust; Milz, Norde; Ruchay, Weiß, Westphal; Bläsner, Kurpat, Morr, Preugschat, Riemann.

Sarà l'ultima partecipazione alle fasi nazionali.
Con l'avvento del Nazionalsocialismo, ci sarà una riforma immediata dei campionati. Si formano campionati di qualificazioni regionali chiamati Gauliga. Come le altre formazioni del baltico, il Sv Prussia-Samland Königsberg sarà inserito nella Gauliga della Prussia Orientale.
- 1933/34: 3° su 7 squadre nella.
- 1934/35: vince il suo girone a 7, perde la finale con lo Yorck Boyen Insterburg (1:5,2:1).
- 1935/36: vince la Bezirksklasse Königsberg, uno dei 4 gironi della Gauliga; vince il girone semifinale e perde la finale con l'Hindenburg Allenstein (0:2,2:7). Nel settembre del 1935, il mediano Fritz Ruchay farà l'unica presenta di un giocatore dello Sv Prussia-Samland nella nazionale, nell'amichevole in cui la Germania batte 3-0 la Lettonia a Königsberg.
- 1936/37: 3° su 7 squadre della Bezirksklasse Königsberg, vinto dal Rasensport Preußen.
- 1937/38: vince la Bezirksklasse Königsberg, arriva 4º su 4 squadre nel girone semifinale.
- 1938/39: 8° su 10 squadre nel girone unico.

### Anonimato negli anni 40
- 1939/40: 4°su 4 nel girone finale.
- 1940/41: 4º nel girone unico da 8; unica partecipazione alla Coppa di Germania, dove viene eliminata al primo turno dal Königsberger Stv (3-8).
- 1941/42: 3º nel girone unico da 8.
- 1942/43: 2º nel girone unico da 8.
- 1943/44: 6º nel girone unico da 7.

## Palmares
Per cinque volte (1910, 1913, 1914, 1931, 1933) lo Sv Prussia-Samland è Baltischer Meister (Campione del Baltico), con conseguente partecipazione alle fasi nazionali. Per tre volte (1935, 1936, 1943) è seconda nella Gauliga della Prussia Orientale. È la seconda squadra più titolata del versante baltico della Germania, preceduta solamente dai concittadini del VfB Königsberg con 16 titoli (11 Baltischer Meister e 5 Gauliga Meister). Seguono Hindenburg Allenstein (1+3), Titania Stettin (2 Baltischer Meister), Yorck Boyen Insterburg (2 Gauliga Meister), Lituania Tilsit (1 Baltischer Meister), BuEV Danzica (1 Baltischer Meister), Preußen Danzica (1 Gauliga Meister).